# Стікс (річка, Тасманія)
Стікс (англ. Styx River) — річка на острові Тасманія (Австралія), права притока річки Дервент. Вона бере свій початок у горах Південно-Західного національного парку і тече в східному напрямку, впадаючи в річку Дервент в районі Буші-Парку, трохи вище за течією від Нью-Норфолк.

## Географія

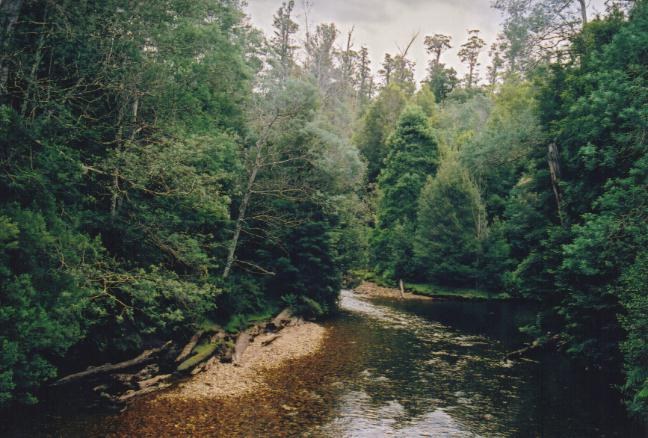
Долина річки Стікс

Витік річки Стікс знаходиться в горах Південно-Західного національного парку, на південно-східному схилі гори Мюллер (англ. Mount Mueller, 1245 м) на висоті близько 1020 м, приблизно за 10 км на схід від озера Гордон і за 5 км південніше автомобільної дороги  Гордон-Рівер. Гора Мюллер була названа на честь німецького натураліста Фердинанда фон Мюллера.
По ходу течії в річку Стікс впадає річка Саут-Стікс (або Південний Стікс), а також кілька струмків, серед яких Чарон (англ. Charon Rivulet), Біг-Крік (англ. Big Creek), Кліфф (англ. Cliff Creek) і Джубілі (англ. Jubilee Creek).
Після впадання річки Саут-Стікс річка Стікс протікає між двома гірськими хребтами — Мейдена (англ. Maydena Range) на півночі і Сноуї (англ. Snowy Range) на півдні. Одна з гір у хребті Сноуї носить те ж ім'я, що і річка — гора Стікс (англ. Mount Styx, 1091 м).
Річка Стікс впадає в річку Дервент в районі Буші-Парку, приблизно за 15 км вище за течією від Нью-Норфолка.
Згідно поділу, прийнятого для басейну річки Дервент, басейн річки Стікс належить до Нижнього Дервента, загальна площа якого дорівнює 1517 км2. Басейн річки Стікс займає приблизно 23 % цієї території — 347 км2. Довжина річки — приблизно 58,5 км. Середня витрата води річки Стікс — 8,4 м³/c.
У долині річки Стікс ростуть найстаріші і найвищі в регіоні евкаліптові ліси, частина яких була включена в природоохоронні зони.